# Натаф, Игорь-Александр
Игорь-Александр Натаф (фр. Igor-Alexandre Nataf; 2 мая 1978, Париж) — французский шахматист, гроссмейстер (1998).
В составе сборной Франции участник 2-х Олимпиад (2000 и 2004) и 12-го командного первенства Европы (1999).

## Изменения рейтинга
| Графики недоступны из-за технических проблем. См. информацию на Фабрикаторе и на mediawiki.org. |